# Ibrahim El Batout
Ibrahim El Batout (1963) è un regista egiziano.

## Biografia
Ibrahim El Batout comincia a dedicarsi al cinema di finzione e su pellicola dopo aver lavorato per quasi vent'anni come videoreporter, spesso su scenari di guerra, e come documentarista (finalista al Rory Peck Trust nel 2003). Nel 2005 gira il suo primo lungometraggio, Ithaki. Ad Ein Shams (titolo originale di Eye of the Sun) è andato il primo premio dell'ultimo Taormina Film Festival.

## Filmografia parziale
- Ithaki (2005)
- Eye of the Sun (2008)
- Hawi (2010)
- El sheita elli fat (2012)
- El ott (2014)